# Trémelle
Taxons concernés
Dans la classe des Agaricomycetes
- famille des Exidiaceae :
  - genre Pseudohydnum ;
  - genre Sebacina ;

Dans la classe des Dacrymycetes
- famille des Dacrymycetaceae :
  - genre Dacrymyces ;
  - genre Femsjonia ;
  - genre Guepiniopsis ;

Dans la classe des Tremellomycetes
- famille des Phaeotremellaceae :
  - genre Phaeotremella ;
- famille des Tremellaceae :
  - genre Tremella.modifier

Trémelle est un nom vulgaire, issu du genre latin Tremella, qui désignait un regroupement taxinomique désormais caduc de champignons basidiomycètes. Plusieurs espèces conservent néanmoins un nom normalisé formé à partir de ce terme, bien qu'elles ne soient pas apparentées entre elles,.

## Définition et étymologie
Les trémelles sont des champignons basidiomycètes à réceptacle gélatineux et irrégulier poussant en saison humide sur les branches mortes. Le terme vient du latin tremere, « trembler », et du suffixe -ella, « petit », en référence au comportement de ce sporophore lisse et gélatineuse, tremblotant, qui se déchire difficilement. Son introduction en taxinomie (genre Tremella) remonte à Linné en 1770.
Elles font partie des mycètes communément appelés « champignons gelées » (champignons plus ou moins gélatineux et cérébriformes), parmi lesquels on retrouve les auriculaires (notamment l'oreille de Judas, la Guépinie en helvelle et le beurre noir de sorcière), les dacromycètes (notamment les  Dacrymyces (en) et les calocères),. La consistance gélatineuse de la chair provient de la forte teneur en polysaccharides des parois cellulaires (teneur de 60 à 90 % dans le corps fructifère des espèces du genre Tremella, contre 10 à 30 % chez les autres champignons). Ces macromolécules hydrophiles colloïdales ont en effet la propriété de gonfler au contact de l'eau, ce qui donne un mucilage, sorte de mucus visqueux.
Elles portent le nom vernaculaire de « Beurre de sorcière ». L'origine de cette expression est probablement liée à des légendes dans les cultures mycophobes qui associent les sorcières aux champignons à la réputation tout aussi sinistre. Selon ces légendes, le beurre de sorcière était une masse gélatineuse apportée aux sorcières par le diable. Si on fouettait ou brûlait le champignon, la sorcière était forcée d'apparaître.

## Galerie

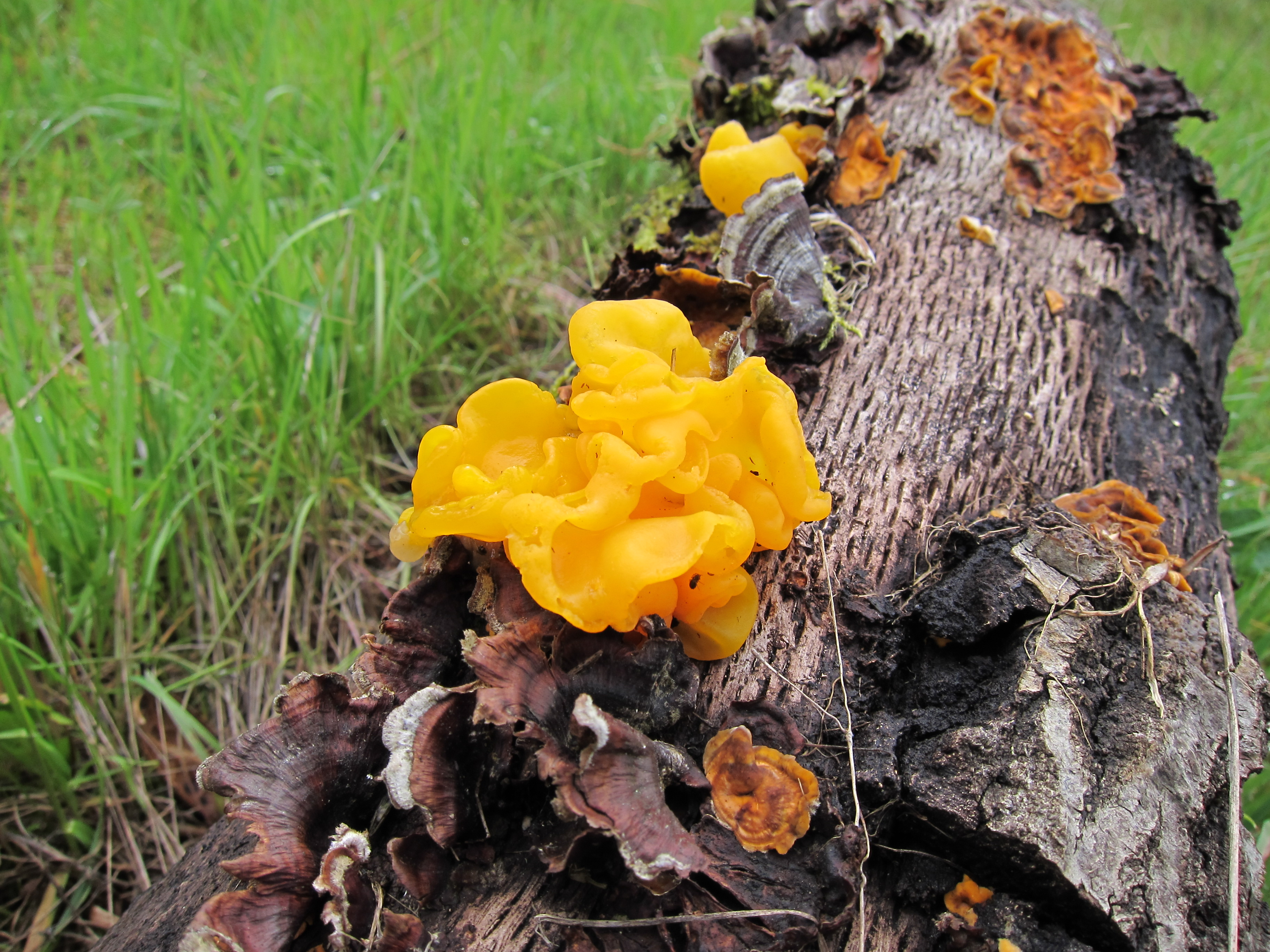
La Trémelle orangée parasitant la Stérée hirsute.
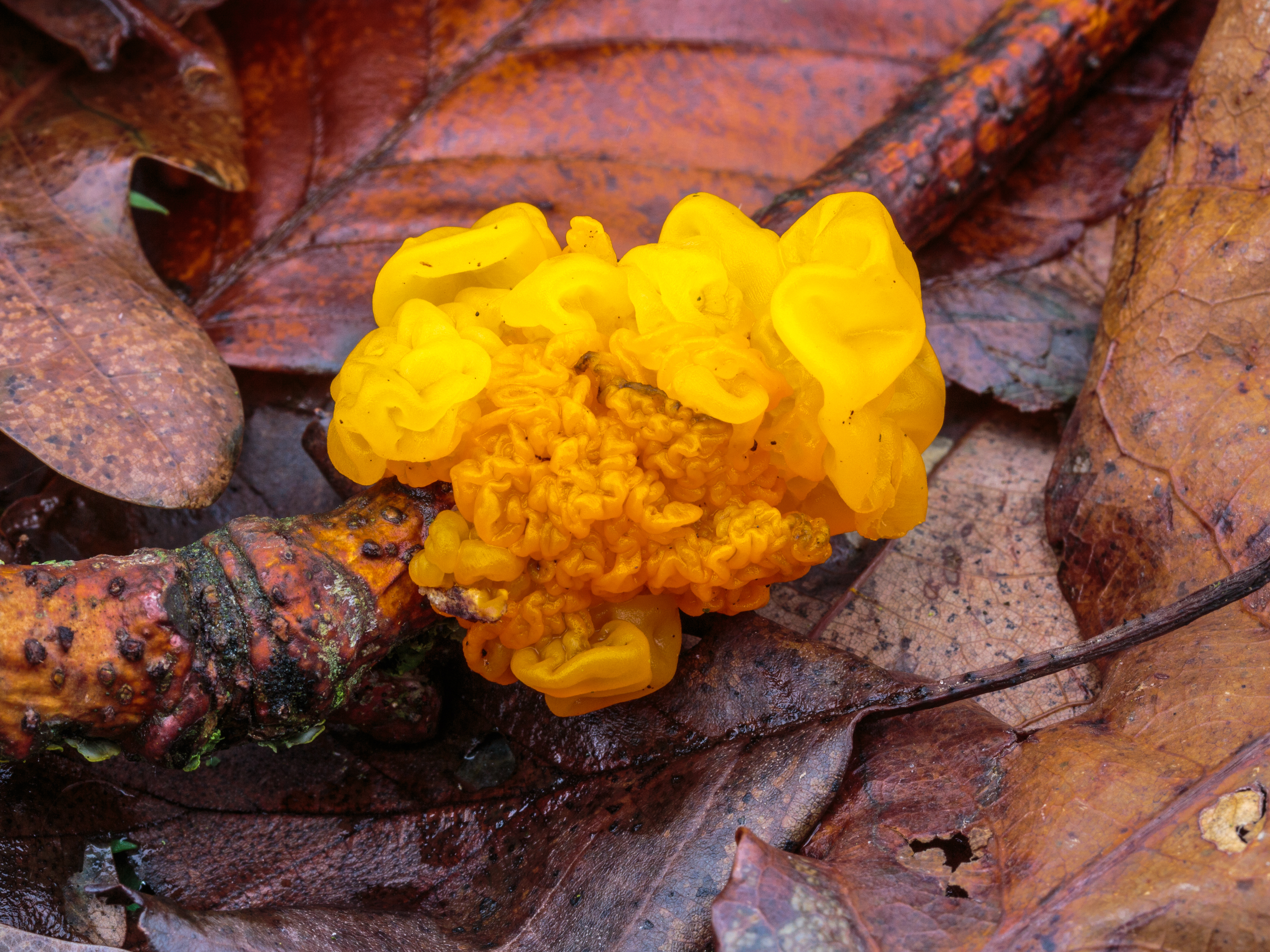
La Trémelle mésentérique parasitant le genre Peniophora.
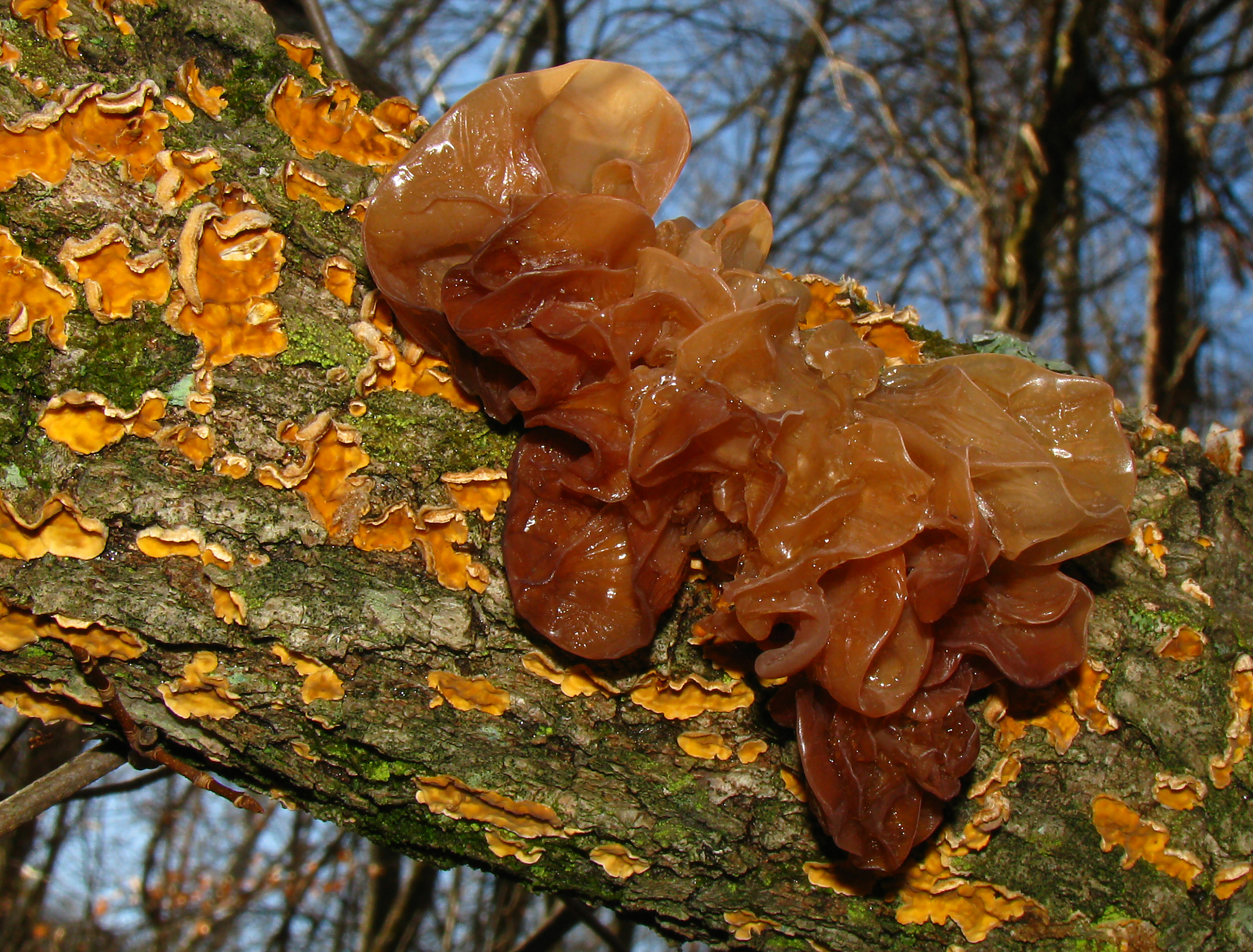
La Trémelle foliacée parasitant le genre Stereum.

## Liste alphabétique
- Trémelle à petites spores – Dacrymyces microsporus[2]
- Trémelle à spores jaunes – Dacrymyces chrysospermus[2]
- Trémelle à spores variables – Dacrymyces variisporus[2]
- Trémelle alpine – Guepiniopsis alpina[2]
- Trémelle capitée – Dacrymyces capitatus[2]
- Trémelle cérébriforme – Tremella encephala[2]
- Trémelle concrescente – Sebacina concrescens[2]
- Trémelle déliquescente – Dacrymyces stillatus[2]
- Trémelle en buccin – Guepiniopsis buccina[2]
- Trémelle en pézize – Femsjonia peziziformis[2]
- Trémelle faux-hydne – Pseudohydnum gelatinosum[2]
- Trémelle foliacée – Phaeotremella foliacea[1]
- Trémelle incrustante – Sebacina incrustans[2]
- Trémelle mésentérique – Tremella mesenterica[1]
- Trémelle mineure – Dacrymyces minor[2]
- Trémelle orangée – Tremella aurantia[2]
- Trémelle réticulée – Tremella reticulata[2]
- Trémelle tordue – Dacrymyces tortus[2]